# 深沢道子
深沢 道子（ふかざわ みちこ、1935年2月9日 - 2013年5月12日）は、日本の心理学者、早稲田大学名誉教授。交流分析 (TA) の専門家。

## 略歴
東京都生まれ。1957年早稲田大学文学部卒、1959年イリノイ大学社会福祉大学院卒。米国で十年間精神病院などに勤務、聖マリアンナ医科大学病院医療相談室室長、聖マリアンナ医科大学助教授（1980年兼任）、1989年早稲田大学文学部教授、2006年定年、名誉教授。国際TA協会教授会員(TSTA)。日本交流分析学会理事、日本TA協会(TAAJ)初代会長。中央更生保護審査会委員（1995年12月25日付け、1998年再任）。

## 著書
- 『42歳は厄年か』三笠書房　1972
- 『育児愛情学』第三文明社　1975　灯台ブックス
- 『子どもをダメにした親たち』社会思想社　1981　のち現代教養文庫　1992
- 『エリートたちの厄年』社会思想社　1982
- 『家族関係の心理学』早稲田大学出版部　1983　リカレントブックス
- 『素敵な自分に育てる本』海竜社　1987

## 翻訳
- リチャード・A.ガードナー（英語版）『パパとママの離婚』三笠書房　1972 / 再発刊：社会思想社　1980　のち現代教養文庫　1993
- エリック・バーン『交流分析による愛と性』石川弘義共訳　番町書房　1976
- M.ジェイムス（wikidata）,D.ジョングウォード（wikidata）『自己実現への道 交流分析(TA)の理論と応用』本明寛,織田正美共訳　社会思想社　1976
- ニール・シュルマン（英語版）『ドクター・ゴールドマンの青春の考えかた』三笠書房　1977
- C.オルバノ著 T.レンデロ編『話し合いの技術 ビジネスにおけるTA(交流分析)の活用』産業能率短期大学出版部　1977
- サミュエル・ダンケル『スリープ・ポジション』集英社　1978
- ゲール・シーヒィ（英語版）『パッセージ 人生の危機』プレジデント社　1978
- スタンレー M.ハーマン,マイクル・コーニック『オーセンティック・マネジメント 管理者の問題解決新手法』共訳　プレジデント社　1979
- メリイ・M.グールディング（wikidata）&ロバート・L.グールディング（wikidata）『自己実現への再決断 TA・ゲシュタルト療法入門』星和書店　1980
- ニール・シュルマン『ついに…僕は医者になった』三笠書房　1983
- M.ジェイムス『突破への道 新しい人生のためのセルフ・リペアレンティング』社会思想社　1984
- メリィ・マクルァ・グールディング『自分を変えるための悪漢退治の本』同文書院　1988
- イアン・スチュアート（wikidata）,ヴァン・ジョインズ（wikidata）『TA today 最新・交流分析入門』監訳　実務教育出版　1991
- ミュリエル・ジェイムス『「良い上司」の心理学 一人でも部下をもったら読む本』プレジデント社　1992
- メリー・M.&ロバート・L.グールディング『心配性をやめる本』木村泉共訳　日本評論社　1995
- メリー・M.グールディング『さようならを告げるとき』日本評論社　1997
- アーヴィング・ポルスター（英語版）『あなたの人生も物語になる ゲシュタルト療法における魅せられること』西本知子共訳　日本評論社　1998
- M.ハーセン（wikidata）,V.B.ヴァン ハッセル（英語版）編『臨床面接のすすめ方 初心者のための13章』監訳　日本評論社　2001
- ヘレナ・ハーガデン,シャーロット・シルズ（wikidata）『交流分析 心理療法における関係性の視点』監訳 門本泉,金丸隆太訳者代表　日本評論社　2007

## 出演番組
- FM25時 深沢道子の男の心・女の心（エフエム東京）